# Johannes Colerus

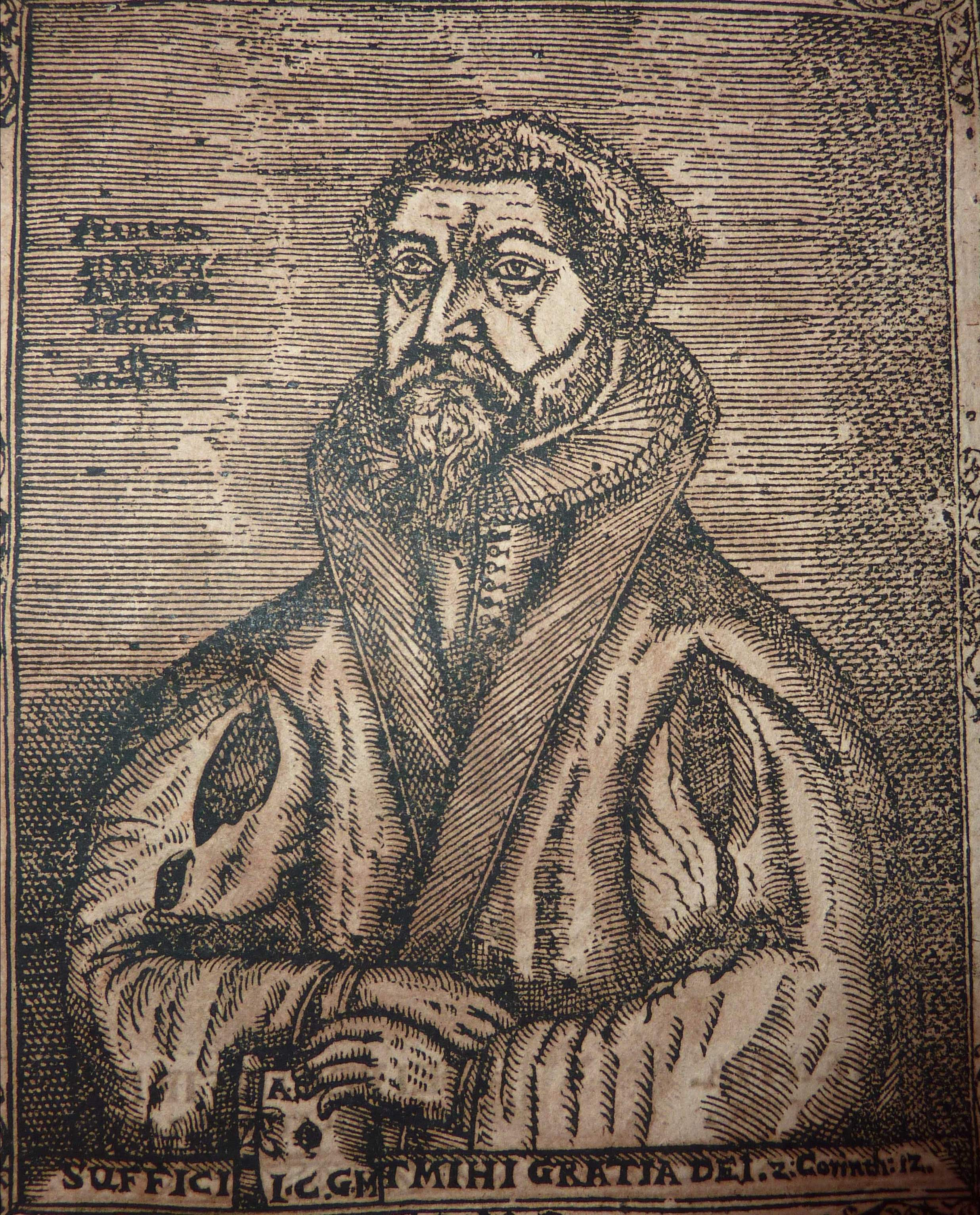
Träsnitt av Johannes Colerus, 1619.

Johannes Colerus, död 1639, var en tysk luthersk präst och lantbruksekonomisk författare.
Colerus var kyrkoherde i Parchim. 1591 utgav han sitt berömda, för det tyska lantbruket viktiga, Claendarium oeconomicum et perpetuum, efter Colerus död utgivet i flera, betydligt utvidgade upplagor.
En av dessa lade kyrkoherde i Stenby, Östergötland, Isaac Erici till grund för sin mycket förkortade självständiga omarbetning M. J. Coleri Oeconomia, the är Hushåldz Underwijsning, utförd omkring 1643-1654 som handskrift och spridd i en rad avskrifter, men tryckt först 1683-1686.